# Gavino Alivia
Gavino Alivia (Sassari, 21 settembre 1886 – Sassari, 22 aprile 1959) è stato un economista e avvocato italiano, sostenitore della tesi che l'arretratezza della Sardegna sia dovuta principalmente alla scarsa densità demografica e alla cattiva distribuzione della popolazione.

## Biografia
Gavino Alivia è stato tra i più importanti e prolifici economisti sardi della prima metà del XX secolo e anche, sostiene lo storico Giulio Sapelli, "una figura che è stupefacente apprendere quanto sia stata misconosciuta e negletta da schiere di studiosi"  e «l'interprete più acuto della questione sarda tra la prima guerra mondiale e gli anni Cinquanta» 
Conseguita la maturità liceale a Sassari nel 1904, Gavino Alivia si iscrisse al primo anno di Giurisprudenza dell'Università di Sassari. Si trasferì quindi presso la facoltà di Giurisprudenza dell’Università di Roma, dove si laureò nel 1908 discutendo una tesi con Maffeo Pantaleoni.
Dal 1919 al 1931 fu segretario della Camera di Commercio di Sassari. Dal 1927, fino alla sua scomparsa, fu presidente della Banca Popolare di Sassari.
In qualità di amministratore, ricoprì numerosi incarichi, tra i quali, in particolare: nella Società Tirrenia, nella Società elettrica sarda, nella Calcifera sarda, nella Sarda Vini SpA, nel Credito fondiario sardo, nel Credito industriale sardo, nell’Associazione bancaria italiana (ABI), nell’Istituto centrale delle banche popolari di Milano, nell’Istituto centrale di credito popolare, nell’associazione nazionale «Luigi Luzzatti» tra le banche popolari italiane.
Morì il 22 aprile 1959 colpito da un ictus. La città di Sassari gli ha dedicato una via nel quartiere di Luna e Sole.